# Миллер, Филип
Фи́лип Ми́ллер (англ. Philip Miller, 1691 — 18 декабря 1771) — английский ботаник шотландского происхождения, автор знаменитого ботанического справочника «The Gardeners Dictionary» (Словарь садовода).
Филип Миллер был сыном крестьянина-овощевода. В течение почти пятидесяти лет — с 1721 года (по другим данным с 1722) почти до самой своей смерти Филип Миллер занимал должность главного садовника ботанического сада Аптекарский сад Челси.
Он вёл переписку с другими ботаниками и получал растения со всего света. Многие растения именно им были впервые акклиматизированы в Англии.
Познания Филипа Миллера в области ботаники были для своего времени чрезвычайно глубоки. Он был наставником Уильяма Айтона и Уильяма Форсайта, ставших впоследствии известными ботаниками.
Миллер отрицательно относился к новой биномиальной номенклатуре Карла Линнея, предпочитая классификации Жозефа Питтона де Турнефора и Джона Рэя. Полностью перешёл к системе Линнея он лишь в восьмом издании своего «The Gardeners Dictionary», появившегося в 1768 году, хотя некоторые ботанические роды — например, лиственницу (Larix) и ваниль (Vanilla) — он описал в соответствии с системой Линнея и в более раннем, четвёртом, издании этой книги, ещё в 1754 году.

## Основные труды
- «The Gardener’s and Florists Dictionary or a Complete System of Horticulture» (Словарь садовода и цветовода, или Комплексная система садоводства) — 1724.
- «The Gardener’s Dictionary containing the Methods of Cultivating and Improving the Kitchen Fruit and Flower Garden» (Словарь садовода, содержащий методы выращивания и улучшения фруктов и цветов) — (всего 8 изданий с 1731 по 1768 годы).
- «Gardener’s Kalendar»